# Roberto Villetti
Roberto Villetti (Rome, 24 août 1944 – 14 septembre 2019) est un homme politique Italien.

## Biographie
Diplômé en science politique, journaliste, Roberto Villetti a milité pendant longtemps dans l'historique Parti socialiste italien.
Député à la Chambre de 1996, il occupe actuellement la charge de vice-président des Socialistes démocrates italiens, dont le leader est Enrico Boselli. Lors des élections du 13 mai 2001, il a été élu député avec le système majoritaire dans un collège de la Toscane.
En 2005, il a participé à la création du nouveau projet radical-socialiste, appelé Rose au poing, faisant partie du secrétariat national. L'année suivante il fut élu unique vice-secrétaire du SDI. Il a été élu député lors des élections politiques des 9 et 10 avril 2006 dans une circonscription de Sardaigne pour la Rose au poing.